# ひるじげドン
『ひるじげドン』は、1999年7月3日より長崎国際テレビで生放送されている長崎県向けの情報バラエティ番組である。
番組は、1999年7月3日に「ヒューマンTV ひるじげドン」と題してスタートした。後に正式名称を「ながさき情報バラエティ ひるじげドン」に改めたが、長崎国際テレビ公式サイトの番組表やEPGでは一貫して表題通りの表記が用いられている。
番組マスコットキャラクターはながさき犬ちゃん（ながさきけんちゃん）。

## 放送時間
いずれも日本標準時。1部・2部で制作されており、キユーピー3分クッキングを内包。年末年始には放送休止となる。また、土曜午後に箱根駅伝や全国高校サッカーなどのスポーツ中継や『THE MUSIC DAY』などの特別番組が放送される日にも休止となる。
- 土曜 12:00 - 13:00 （1999年7月3日 - 2002年3月30日）
- 土曜 11:40 - 13:00 （2002年4月6日 - 2007年9月29日）
- 土曜 11:35 - 13:00 （2007年10月6日 - 2025年3月29日）
  - 1部 11:35 - 11:45（10分）
  - 2部 11:55 - 13:00（65分）
- 土曜 13:30 - 14:55（2025年4月 - ）

## 出演者
- 石本愛 - 番組スタート時からのメンバー。出産後、育児のために一時出演を休止していたが、2006年10月に復帰した[4]。
- 宮崎大志 - 2022年4月2日から出演。
- 小林勇大（NIBアナウンサー） - 藤田智子の後任。2024年4月6日から出演。
- 大地洋輔（ダイノジ） - 2024年4月6日から出演。
- 田中明日実 - 2024年4月6日から出演。
- かわむら（超人パンダ）- 2025年4月5日から出演。
- 野口忠大 - 2025年4月5日から出演。

## 過去の出演者
- 岩松葵 - 2014年4月5日から2024年12月28日まで出演[5]。
- 藤田智子（NIBアナウンサー） - 白方雄平の後任。2021年4月3日から2024年4月6日まで出演。
- 渡辺シャンタル貴美恵 - 「渡辺シャンタル」名義で2019年4月6日から2024年3月23日まで出演[6]。

- 寿一実 - 番組スタート時からのメンバー。2023年5月5日に死去[7]。死去翌週（2023年5月13日）の放送では、番組の後半を寿の追悼特集に充てた。
- 佐藤肖嗣（NIBアナウンサー） - 「佐藤たかし」名義で番組スタート時から2007年4月28日まで出演[8]。
- 白方雄平（当時NIBアナウンサー） - 佐藤肖嗣の後任。2007年4月28日から2021年3月27日まで出演[9]。
- 渡辺由美子 - 番組スタート時からのメンバー。
- 古本史子 - 大学卒業直後の2000年4月1日から2014年3月29日まで出演[10]。番組を卒業後、土曜午前に放送の関連番組『あさじげ×ZIP! → あさじげZ』に出演していた。
- 真弓綾[11]
- 城下麻衣子 - 2002年10月5日から2004年3月27日まで出演[12]。
- 今村敦子 - 「今村あつ子」→「今村あつこ」名義で2003年から2013年まで出演[13]。彼女も出産後に一時出演を休止していたが、2007年秋に復帰した[10]。
- 森本華織 - 「森本かおり」名義で2004年4月3日から2014年3月29日まで出演[14][15]。
- 嶋田琴子 - 2011年4月2日から出演[16]。
- 諸岡なほ子 - 2013年4月6日から出演[17]。長崎県佐世保市出身のタレントであり[18]、福岡県大牟田市出身の諸岡なほ子とは別人。
- 荒木静香 - 2014年4月5日から出演[19]。
- 下程光梨（当時NIBアナウンサー） - 「下程ひかり」名義で2014年4月5日から2015年3月21日まで出演。
- 山﨑理美 - 2015年4月4日から2017年3月25日まで出演。
- 三浦実緒 - 2017年4月1日から2019年3月30日まで出演[20][21]。
- 山口千華 - 2019年4月6日から2022年3月26日まで出演[6]。

## コーナー
- 今週のじげドン
- あの街この町
- ながさき犬ちゃんの部屋
- キユーピー3分クッキング（11:45 - 11:55） - 日本テレビとの同時ネット。2007年10月6日の番組リニューアル前までは11:50 - 12:00に放送。